# جیم فاکس (ورزشکار پنج‌گانه)
جیم فاکس (انگلیسی: Jim Fox؛ زادهٔ ۱۹ سپتامبر ۱۹۴۱) ورزشکار پنج‌گانه مدرن اهل بریتانیا بود.
وی در مسابقات کشوری و بین‌المللی در مجموع برندهٔ ۱ مدال طلا شده‌ بود.